# Levon James
| Оценки критиков | Оценки критиков |
| Источник        | Оценка          |
| --------------- | --------------- |
| AllMusic        | [ 1 ]           |
| Rate Your Music | [ 2 ]           |

Levon James — второй коммерческий микстейп американского рэпера King Von. Он был выпущен на лейблах Only the Family Entertainment и Empire 6 марта 2020 года. Исполнительным продюсером является Chopsquad DJ, микстейп содержит гостевые участия от Lil Durk, Booka600, G Herbo, NLE Choppa, Tee Grizzley, YNW Melly и Yungeen Ace. Он достиг 40 места в чарте Billboard 200.

## Список композиций
| №                   | Название                                       | Длительность |
| ------------------- | ---------------------------------------------- | ------------ |
| 1.                  | «Something Else»                               | 2:08         |
| 2.                  | «Took Her to the O»                            | 3:16         |
| 3.                  | «On Yo Ass» (при участии G Herbo)              | 2:37         |
| 4.                  | «2 A.M.»                                       | 2:00         |
| 5.                  | «Down Me» (при участии Lil Durk)               | 2:02         |
| 6.                  | «Rollin» (при участии YNW Melly)               | 2:33         |
| 7.                  | «Same As Us»                                   | 1:52         |
| 8.                  | «Message» (при участии NLE Choppa)             | 2:58         |
| 9.                  | «Broke Opps»                                   | 2:37         |
| 10.                 | «Trust Issues» (при участии Yungeen Ace)       | 3:33         |
| 11.                 | «Don't Want to Be Me»                          | 4:40         |
| 12.                 | «Block»                                        | 2:45         |
| 13.                 | «Str8» (при участии Tee Grizzley)              | 3:05         |
| 14.                 | «3 A.M.»                                       | 2:06         |
| 15.                 | «Baguette's» (при участии Booka600 и Lil Durk) | 2:49         |
| 16.                 | «See Me Make It»                               | 2:17         |
| Общая длительность: | Общая длительность:                            | 43:27        |

## Чарты
| Чарт (2020)                            | Высшая позиция |
| -------------------------------------- | -------------- |
| США (Billboard 200)                    | 40             |
| США (Billboard Top R&B/Hip-Hop Albums) | 21             |
| США (Billboard Independent Albums)     | 8              |